# Walshs Pyramid
Walshs Pyramid är ett berg i Australien. Det ligger i regionen Cairns och delstaten Queensland, omkring 1 400 kilometer nordväst om delstatshuvudstaden Brisbane. Toppen på Walshs Pyramid är 889 meter över havet, eller 583 meter över den omgivande terrängen. Bredden vid basen är 2,5 km.
Runt Walshs Pyramid är det mycket glesbefolkat, med 6 invånare per kvadratkilometer.. 
Omgivningarna runt Walshs Pyramid är huvudsakligen savann. Genomsnittlig årsnederbörd är 2 169 millimeter. Den regnigaste månaden är mars, med i genomsnitt 496 mm nederbörd, och den torraste är oktober, med 36 mm nederbörd.